# Parque nacional Yurubí
El Parque Nacional Yurubí es un parque nacional en San Felipe, Yaracuy, Venezuela, fue fundado el 18 de marzo de 1960 en el Estado Yaracuy creado para proteger la cuenca del Río Yurubí, el cual es la fuente de agua dulce para la ciudad de San Felipe. El Parque Nacional Yurubí se encuentra localizado en las montañas de la Sierra de Aroa. El parque incluye bosques nublados y bosques bajos montanos y se encuentra rodeado de áreas cultivadas. El parque es atravesado por pequeños senderos, los cuales son usados principalmente por cazadores furtivos o por una reducida cantidad de visitantes e investigadores. El parque no se encuentra habitado; los antiguos pobladores del área fueron reubicados hace muchos años atrás. 
Debido a su ubicación geográfica, se espera que el parque nacional Yurubí tenga un alto grado de biodiversidad y endemismo, sin embargo solo se han realizado pocas investigaciones y la información al respecto es limitada. Se han reportado 68 especies de aves, 64 especies de murciélagos, 13 carnívoros, 9 roedores, 5 marsupiales, 2 primates, entre otros mamíferos dentro del parque. 
Dentro del Parque se encuentra el Árbol de los Novios; Lo que aseguran algunos lugareños en la Sierra de Aroa es que, sin darse cuenta, sus mujeres los llevaron de la mano , los pasearon por debajo del follaje de este árbol centenario. Meses después, sin proponérselo, estaban diciendo “sí, acepto”.
Pocos niegan los poderes del samán y prefieren no seguir las peticiones de sus novias. Las ‘más vivas’, como dirían los abuelos de este pueblo, se encomiendan a Dios, a la Virgen, a los santos y al samán, para que el destino ponga en su vientre el tan anhelado bebé que se resiste a llegar. ¿Verdad o mentira? “Eso solo se sabe nueve meses después de verlas paradas, durante tardes enteras, con la camándula en la mano, a lo mejor pidiendo que este deseo se les cumpla”, comentan algunos en medio de burlas. 
Dicen que este árbol fue testigo del amor entre el indio y la hija del cacique, y como su muerte fue cercana a él, Yurubí, diosa de los caudales del parque y de la naturaleza en general; hace mágico el árbol y concede las peticiones de amor sincero de las parejas de los creyentes.

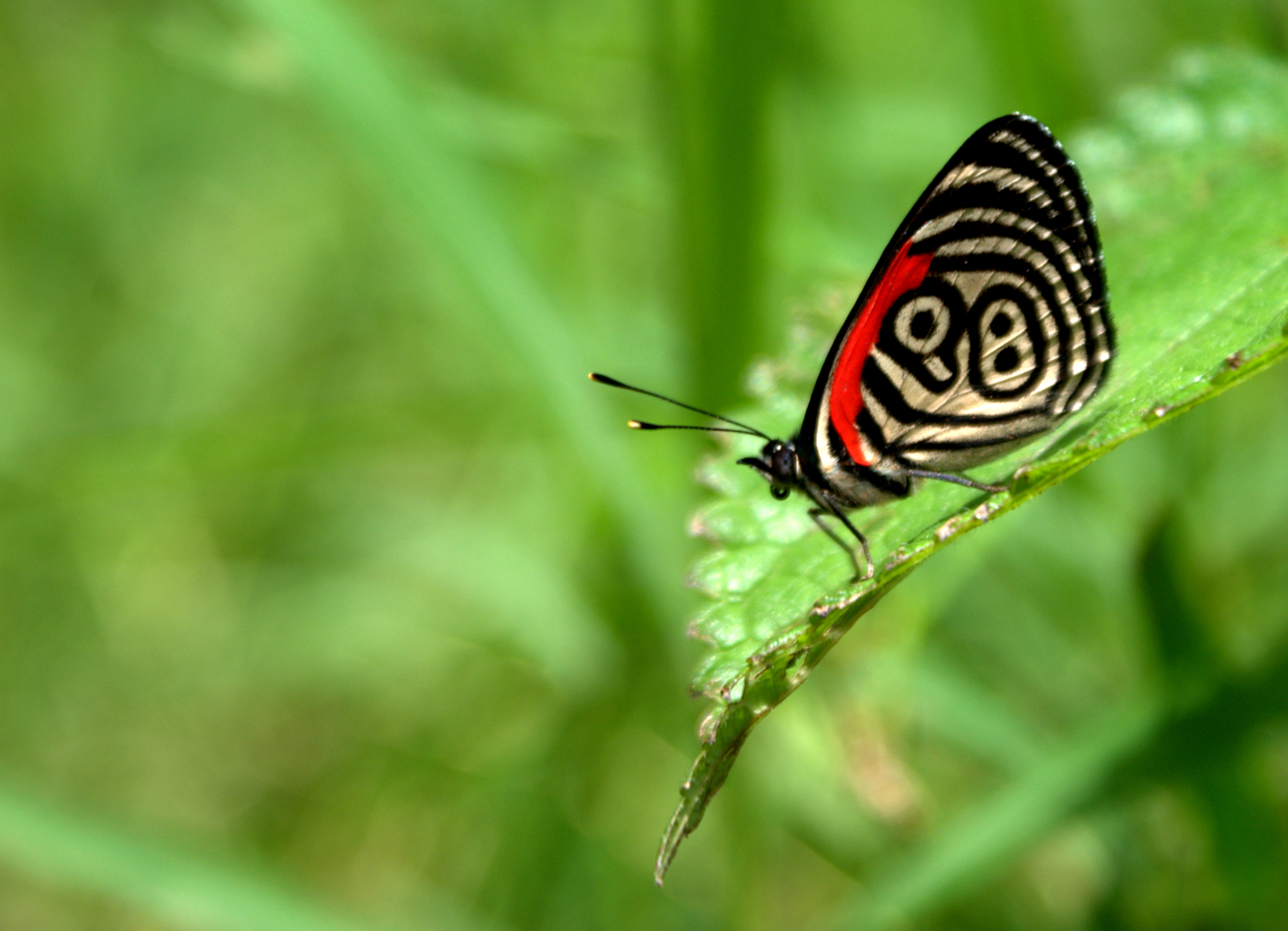
Mariposa en el parque